# Traité romano-juif
Le traité romano-juif est un traité conclu en 161 av. J.-C.  entre Judas Maccabée et la République romaine, noté dans le premier livre des Maccabées et dans les Antiquités juives de l’historien Flavius Josèphe. Le traité  fut le premier contact enregistré entre les Romains et les Juifs.

## Contexte
Le traité est conclu durant la révolte des Maccabées contre la dynastie hellénistique de Syrie, les Séleucides. Au cours des années qui précèdent la révolte, le pouvoir et l’influence de la république romaine dans le monde hellénistique sont croissants. Dans cette période, le roi séleucide Antiochos IV avait été humilié par les Romains quand ils lui commandèrent de quitter  l’Égypte avec ses armées, et les légions romaines avaient vaincu son père, le roi Antiochos III, lui imposant la paix d'Apamée, désastreuse pour les finances séleucides. Après plusieurs victoires des Maccabées contre les Séleucides et leur conquête de Jérusalem, Judas Maccabée envoie deux émissaires, Eupolemus fils de Jean et Jason fils d’Éléazar, pour établir un traité d’amitié avec le Sénat romain.

## Contenu
Dans le texte du premier livre des Maccabées, le traité suit plusieurs paragraphes d'introduction qui rend hommage aux Romains à cause de leur grand pouvoir et leur système unique de gouvernement. Les clauses du traité exigent que les deux parties rendent assistance si l’un est attaqué. Le traité indique que les Romains ont promis d’ordonner au roi séleucide Démétrios Ier Sôter de ne pas attaquer les Juifs.

## Texte
« Nous souhaitons que les Romains et le peuple juif soient heureux pour toujours sur terre comme sur mer. Qu'ils soient à l'abri de leurs ennemis et de la guerre! Mais si n'importe où dans l'empire une guerre éclate contre Rome elle-même ou l'un de ses alliés, le peuple juif s'engage à combattre de tout cœur à ses côtés, en se conformant aux circonstances. Rome demande aux Juifs de ne donner ou fournir à ses ennemis ni blé, ni armes, ni argent, ni navires. Ils doivent respecter leurs engagements, sans rien exiger en retour. De la même façon, si une guerre est déclarée contre le peuple juif lui-même, les Romains s'engagent à combattre de tout leur cœur à ses côtés, en se conformant aux circonstances. Rome promet aux Juifs de ne donner à leurs ennemis ni blé, ni armes, ni argent, ni navires. Les Romains doivent respecter loyalement leurs engagements. Tels sont les termes du traité qu'ils ont conclu avec le peuple juif. Si, dans l'avenir, les deux alliés sont d'accord pour ajouter ou supprimer une clause à ce traité, ils pourront le faire; ils devront se conformer à ce qu'ils auront ajouté ou supprimé. De plus, nous avons adressé au roi Démétrius ce message écrit, au sujet des torts qu'il cause aux Juifs: « Pourquoi opprimes-tu si durement nos amis et alliés, les Juifs? S'ils se plaignent encore de toi, nous défendrons leurs droits et nous te ferons la guerre sur mer et sur terre. »

## Authenticité du traité
À cause de l'absence du traité en dehors des sources juives, quelques historiens modernes doutent de son historicité. A.N. Sherwin-White croit qu'il fut une contrefaçon écrite pour améliorer l'image des Maccabées. À l’inverse, l'historien israélien Dov Gera soutient que le traité est réel, notant les similarités de forme entre le traité romano-juif et plusieurs d'autres traités de même période.